# 코주홉스카야역
코주홉스카야역(러시아어: Кожуховская)은 모스크바 지하철 류블린스코 드미트롭스카야 선의 역이다. 역명은 최근 몇년간 동부 행정 구역에 위치한 코주홉스키 지역에서 유래한 지명에 따라 제정되었다.

## 역사
코주홉스카야 역은 1995년 12월 28일에 개장하였다.

## 구조
1면 2선의 섬식 승강장 구조로, 지하 역사이다.

## 디자인
장식의 주제는 자동차 디자인의 역사로, 하얀 대리석으로 만들어진 역 벽에 커다란 알루미늄 천장으로 리모델링하였다. 검은색과 갈색 대리석은 뒷쪽 낮은 지붕에 사용되며, 조명은 주 지붕에 걸린 매우 크고 대조적인 적색 금속 구조물에서 나온다. 회색 화강암도 역의 매우 밝은 모습에 기여한다.

## 환승
코주홉스카야 역에서는 모스크바 중앙 순환선의 두브롭카 역으로 무료 환승 가능하다. 도보로 약 12분 거리에 있으므로 간접 환승 방식이다.